# Shawn Parker
Shawn Parker (Wiesbaden, 1993. március 7. –) amerikai származású német labdarúgó, az FC Augsburg csatára. Öccse a szintén labdarúgó Devante Parker.